# 911 (Wyclef Jean)
"911" is een duet tussen rapzanger Wyclef Jean en soulzangeres Mary J. Blige. Het werd uitgebracht in de zomer van 2000 en stond op het tweede album van  Wyclef, The Ecleftic: 2 Sides II a Book en werd later opgenomen op de compilatie van Blige Reflections (A Retrospective). De song had succes over de hele wereld, met name in de Scandinavische landen.

## Muziek en video
De song beschrijft twee  minnaars in een dramatische situatie. De mannelijke verteller loopt weg van de politie, terwijl de vrouwelijke verteller zich verlaten voelt en haar zorgen over hem bezingt. De relatie staat blijkbaar onder druk van buitenaf, zoals Jean zingt, "messing around with you is gonna get (the man) life", ("omgaan met jou kost (een man) zijn leven") om later te reflecteren dat  "it's worth the sacrifice" ("het is de opoffering waard").
Er zijn samples van Edie Brickell & The New Bohemians' "What I Am", en enkele stukjes uit James Browns "The Payback".

## Hitnoteringen en prijzen
"911" was een hit voor de twee zangers en bereikte nummer 38 op de Billboard Hot 100. De song was zeer succesvol in Zweden en in Noorwegen, waar bijna twee maanden op nummer één stond. Het nummer haalde platina in Noorwegen. Het was ook een top tien hit in Ierland, het Verenigd Koninkrijk, Zwitserland, Denemarken, Nederland en Finland.
Het werd genomineerd voor een Grammy voor Best R&B Vocal Performance door een duo of groep in 2001.

## Bezetting
- Opgenomen en gemixt in de Hit Factory (new YORK)
- Co-producent - Sedeck
- Engineer - Andy Grassi, Michael McCoy
- Mixing - Andy Grassi
- Producent - Jerry Duplessis, Wyclef Jean
- Zang - Mary J. Blige
- Backing vocals - MB
- Video regisseur - Marcus Raboy
- Video-editing - Bruce Ashley